# واسیلی کامنسکی
واسیلی واسیلیویچ کامنسکی (روسی: Васи́лий Васи́льевич Каме́нский; آوریل ۱۷ [سبک قدیمی: آوریل ۵] ۱۸۸۴ – ۱۱ نوامبر، ۱۹۶۱) شاعر، نمایشنامه نویس و هنرمند آینده نگر روسی و همچنین یکی از اولین هوانوردان روسی بود.
کامنسکی در پرم به دنیا آمد، جایی که پدرش بازرس زمین‌های طلا بود. (این داستان که او در قایق در رودخانه کامه به دنیا آمده صحت ندارد، در اصل آن را را خود او تبلیغ کرده و در خاطراتش بازگو می کند.) او والدین خود را زمانی که تنها پنج سال سن داشت از دست داد و به پرم رفت تا با عمه‌اش، که شوهرش یدک کش بخار روی رودخانه را هدایت می‌کرد، زندگی کند. او بعدها نوشت: «تمام دوران کودکی من در خانه‌ای در اسکله کاما در میان یدک‌کش‌ها، لنج‌ها، قایق‌ها، دریانوردان و ناخدایان... گذشت»
او در سال ۱۹۰۰ ترک تحصیل کرد و از سال ۱۹۰۲ تا ۱۹۰۶ به عنوان منشی راه آهن مشغول به کار شد. در سال ۱۹۰۴ او شروع به همکاری با روزنامه پرمسکی کارای کرد و اشعار و اطلاعیه‌هایی را منتشر کرد؛ در روزنامه با مارکسیست‌های محلی آشنا شد و جهت گیری سیاسی چپ در او ظهور پیدا کرد. در این زمان او به بازیگری نیز روی آورد و با یک گروه تئاتر به دور روسیه سفر کرد. در بازگشت به اورال، او یک آشوبگر شد و کمیته اعتصاب در نیژنی تاگیل را رهبری کرد که به خاطر آن به زندان محکوم شد. پس از آزادی به استانبول و تهران سفر کرد. برداشت‌های حاصل از این سفر شرقی در آثار بعدی او نمایان شد.